# وقواق مخطط
الوقواق المخطط (الاسم العلمي: Tapera naevia) هو طائر شبه جاثم، وهو العضو الوحيد في جنس تابيرا (Tapera). يوجد هذا الوقواق من المكسيك وترينيداد جنوبًا إلى بوليفيا والأرجنتين.
يوجد الوقواق المخطط في المناطق المفتوحة ذات الأشجار أو الشجيرات، وعلى حواف غابات الأيكة الساحلية. إنه من بين عدد قليل جدًا من متطفلات الأعشاش الوقواقية في الأمريكتين (الآخر هو العصعوص العداء)، والمضيفون النموذجيون هم من طيور الفرنارية، ولكن غالبًا ما يكون أيضًا من طيور الوقواق، وأنواع أخرى ذات أعشاش مقببة. تضع أنثى الوقواق بيضة واحدة، وأحيانًا بيضتين، يكون لونها بيضاء أو مزرقة في عش المضيف ذات شكل عصوي كبير. يفقس البيض في غضون 15 يومًا، علاوة على ذلك 18 يومًا أخرى حتى ينبت ريش الوقواق.